# Dasa (hinduismo)
A lo largo de los siglos, el término sánscrito dasá o dasa tuvo varios significados.
- - ‘enemigo’, especialmente en lo relativo a las tribus identificadas como enemigas de los indoarios en el Rig-veda (el texto más antiguo de la India, de mediados del II milenio a. C.).[1]
- nombre de ciertos seres malvados conquistados por Indra (entre ellos Namuchi, Pipru, Shámbara, Varchín, etc.). Según el Rig-veda.[1]
- ‘diablo, demonio’.[1]
- ‘siervo’ o ‘esclavo’ (que es a lo que habían quedado reducidas las etnias derrotadas), según el Rig-veda, el Átharva-veda y las Leyes de Manu. En algunos casos también se decía dása.[1]
- salvaje, bárbaro, infiel, impío (también dása, opuesto a aria; véase también dasiú). Según el Rig-veda.[1]
- un śūdra (esclavo, persona de la cuarta casta). Según lexicógrafos (tales como Amara Simja, Jalaiuda, Jema Chandra, etc.).[1]
- alguien a quien se le deben dar (das) regalos. Según Horace H. Wilson.[1]
- un pescador (también dasha).[1]
- apellido común entre shudrás y kaiastas (también Kalidasá).[1]
- ‘sirviente [devoto]’ de una deidad (sentido religioso adoptado recién en la época puránica, varios siglos después del Rig-veda).[1]
- dása: un sabio, especialmente un conocedor del Brahman (divinidad impersonal hinduista). Según lexicógrafos (tales como Amara Simja, Jalaiuda, Jema Chandra, etc.).[1]

## Etimología
- dāsa, en el sistema AITS (alfabeto internacional para la transliteración del sánscrito).[1]
- दास, en escritura devanagari del sánscrito.[1]
- Pronunciación: /dasá/ o actualmente /das/ (por influencia del hindí y el bengalí, que quitan la vocal a final).[1]
- Etimología: proviene del verbo dās: ‘dar’, pero también ‘herir, lastimar’.[1]

## Tribus dasás
Las tribus dasá a menudo se identifican como las poblaciones no indoeuropeas que ―en el curso de la migración indoaria a Pakistán e India desde el norte― fueron dominadas por las belicosas tribus que practicaban rituales védicos. El indólogo Asko Parpola ha propuesto que los dasás originales eran compañeros indo-iraníes del complejo arqueológico Bactria-Margiana, que inicialmente rechazaron las prácticas religiosas arias, pero más tarde se fusionaron con ellos.
En el Rig-veda también se utiliza el término dasiu, muy similar. No está claro si los dasás y los dasius están relacionados.